# Джордже Бранкович
Джордже Бранкович е трансилвански граф и самообявил се за последния за историята известен далечен потомък на династията Бранкович.
Роден е през 1645 година в градчето Янополе, днес в окръг Арад в Банат, Румъния и умира на 19 декември 1711 в Хеб, днешна Чехия и някогашна Свещена Римска империя. В периодите (1656 - 1660; 1662 - 1680) брат му Сава Бранкович е православен митрополит на Трансилвания с център Белград.
В двора на Щербан I Кантакузин пише хроника за славяните в Илирик, Горна Мизия и Долна Мизия.
Джордже Бранкович е автор на ръкописна „Славяносръбска хроника“ (1690-1711) приемана и за начало на модерната сръбска историография. Тя е основен източник за последвалата южнославянска история на Йован Раич.